# اللعبة الكبرى (أنمي)
اللعبة الكبرى هي مسلسل أنمي ياباني يتضمن موسمين تم عرض الجزء الأول منه لأول مرة في 6 أبريل سنة 1990 واستمر عرضه إل غاية 4 يناير سنة 1991 ثم بعدها انطلق الجزء الثاني منه- في 3 أبريل سنة 1996 حتى 9 سبتمبر من سنة 1996 -وتم دبلجة الجزئين للغة العربية بواسطة مركز الزهرة وتم عرضهما على قناة سبيس تون.

## القصة
(لامون) طفل يبلغ من العمر 12 عاما، يحب تشغيل ألعاب الفيديو، يشتري لعبة فيديو من بائعة متجوّلة ويساعدها على بيع البقية. في البيت يلعب لعبة تدعى «الملك سكاشير» ويهزم، ثم تخرج البائعة المتجولة من شاشة التلفاز وتطلب منه المٍساعدة، وتناديه ب«قريب دم البطل المختار لامونيس» هي أميرة تدعى (ميروكو) وتأخذه إلى عالم هارا هارا حيث أن دوره هو أن يوقظ الفرسان الغارديان. لعمل هذا، لابدّ من أن يحل المرقد الذي يحمل (تاما كيو) هو إنسان آلي الذي أصبح المستشار الآلي ل (لامونيس)، ويساعده على تحرير الفرسان الغرديان كل الفرسان الميتشا حر الفكر ماعدا «الملك سكاشير» لمقاد من قبل (لامونيس).المنافسون ل (لامونيس) هم (دون هاروماج) وتوابعه (سيدر) و (ليسكا).

## الشخصيات
- Baba Lamune ((رعد الثالث - مجد))

((لامون)) معناه: نكهة الليمون، ولكن يتغير اسمه إلى (لامونيس)، هو ولد عمره 12 سنة الذي يحب لعب ألعاب الفيديو. في أغلب الأوقات ألعابه تحصل على أفضل درجات. لديه قلب طيب لكنه ليس مراعيا جدا لشعور الاخرين. يدّعي (لامونيس) أن لايكون منحرفا في ععدة حلقات، مع ذلك أثناء وقته في نباضاته الحارة هو لايستطيع المساعدة لكن التحديق بعيونه مفتوحة كثيرا. يجد نفسه عادة يقول الأشياء مثل " ORE WA MOREZUNI HAZUKASHI!! " (أنا الآن مرتبك جدا!!) أو "Ore wa morezuni odorote ii ru!!"(أنا الآن متفاجيء جدا!!). يقولها وينفذها «الآن».. وهو يحب (ميروكو).
- Tama Q ((لولو))

((تاماكيو)) كلمة يابانية معناها: كرة النموذج، وهو إنسان آلي الذي أصبح المستشار الآلي ل (لامونيس)، لكي يساعده على تحرير الفرسان الغارديان. وهو دائما يكون في كتف (لامونيس).
((أن هذا ذكر وليس أنثى ! - في قناة سبيس تون «ذكر» !))
- Princess Miruku ((شهد))

((ميروكو أو ميلك)) معناه: الحليب، الفتاة اللطيفة التي جاءت من عالم هارا هارا، لديها آذان عفريتيه، وهي عنيفة، ولها عقل ذو مسار واحد. هي ودودة أمام الناس، لكن أحيانا متغطرسة جدا أمام (كاكاو). وهي البائعة المتجولة التي تأخذ (لامونيس) إلى عالمهم.
((وهذه الفتاة هي ليست شهد كما نعرفها في الجزء الأول، هذه تكون والدة رعد الثالث –الذي ظهر في الجزء الأول- " فيكونوا هذان الاثنان زوجان في VS Knights of Ramune & 40 Fire أي الجزء الأول))
- Cocoa ((ورد))

((كاكاو)) معناه: الشكولاته، هي أخت ميروكو الأكبر سنّا، هي ودودة بالأحرى وليس واثقة جدا من نفسها. هي ذكية، وهي التي تأخذهم حول العالم.
((هذه الفتاة ليست ورد التي كانت في الجزء الأول مع أن أسمائهن باليابانيه تتشابه، تلك ورد تختلف عن هذه نهائيا من ناحية الشكل))
- Da cider ((وسام))

((سيدر)) معناه: عصير التفاح، بافتراض هو الوغد الرئيسي في المسلسل، لكن في الحقيقة تابع ل (دون هاروماج). فهو ساذج أكثر من الازم بدور الهزلي في أثناء المسلسل، في منتصف السلسة يصبح (سيدر)واحدا من الأشخاص الطيبين لكن مازال يبقي نوع ما صورته كوغد. (سيدر) عنيد ومتغطرس جدا؛ هو دائما يكون الأول في دخول المعارك مع (لامونيس).
- Heavy Metal-Ko ((فيفي))

هي مستشارة آلية ل (سيدر)، وهي أيضا دائما تكون في كتف (سيدر)
- Leska ((أشواك))

((ليسكا)) معناها: قهوة بالحليب، حبيبة (سيدر) وشريكته، تبدو أنها لاتنتبه إلى أي شيء ومن المحتمل تعتبر كفتاة للعرض. ولكنها في منتصف السلسلة تصبح (ليسكا) واحدة من الأشخاص الطيبين مع (سيدر).
((هذه أشواك أيضا ليست نفسها في الجزء الأول تلك المرأة تختلف عنها تماما " الشخصية في الجزء الثاني دائما مع وسام وفي الأول مع ((حنضل)) _ " اسم شخص شرير في الجزء الأول _"))
- Don Harumag ((العقرب الشرير))

((دون هاروماج)) هو أقوى شخص شرير يريد أن يسيطر على عالم هارا هارا ومن أتباعه (سيدر)و (ليسكا).
((هذا الرجل هو نفسه في الجزء الأول ولكنه في الجزء الثاني في أيام شبابه!))

## عناوين الحلقات
- 1990-04-06	1. Bang! The Resurrection of King Sccasher
- Shupaan! King Sccasher Fukkatsu
- 1990-04-13	2. The Power of Justice! The Saint Bomb
- Seigi no Chikara da! Saint Bomb
- 1990-04-20	3. Pokkin City is Starving!
- Pokkin City wa Harapeko da!
- 1990-04-27	4. Hahaha! The Laughter Fan of Mount Gokuroo
- Gahaha! Gokurousan no Bakushou Sen
- 1990-05-04	5. The Storm of Trivia on The Great Wall
- Banri no Choujou ni Nazonazo no Arashi
- 1990-05-11	6. Hot Blood!? Kankan Village is Hot Hot Hot!
- Nekketsu!? Kankan Mura de Atchichi
- 1990-05-18	7. Pop! Flowers are Blooming on Heads Along the River Nyile!
- Paka! Atami ni Hana Saku Nyile Gawa
- 1990-05-25	8. We're Lost! Lost in the Horramid!
- Mayotte Mayotte Horramido
- 1990-06-01	9. Gear City is Full of Wind-Up Springs
- Zenmai Darake no Gear City
- 1990-06-08	10. What? We're Half Asleep, Half Asleep, and then We're on the Sea
- Arara! Nebokete Nebokete Umi no Ue
- 1990-06-15	11. Hic! Beware of the Juice of Truth
- Hikku! Honne Juice ni Goyoujjin
- 1990-06-22	12. Dragonpalace Village Has Elderly Power?
- Ryuuguu Mura wa Roujin Power!?
- 1990-06-29	13. Is it OK to Double-Double?
- Double-Double de Iisukaa!?
- 1990-07-06	14. The Grand Entrance of Queen Cideron!
- Toujou! Queen Cideron
- 1990-07-13	15. Kamekameka The Great of Hawaii
- Hawaii Tou no Kamekameka Daiou
- 1990-07-20	16. Run Lamuness! The Traps in the Forest of Fairy Tales
- Hashire Lamuness! Douwa no Mori no Wana
- 1990-07-27	17. Who is The Pretty Girl? Lesuka Versus Cocoa
- Bijin wa Dotchi? Lesuka Tai Cocoa
- 1990-08-03	18. Shiver! The Counterattack of Da Cider
- Wanawana! Gyakushuu no Da Cider
- 1990-08-10	19. Good Luck! Milk's Lullabye
- Gambatte! Milk no Komoriuta
- 1990-08-17	20. We Found Annamonkonna Gate!
- Mitsketa! Annamonkonna-mon
- 1990-08-24	21. Shine! The Guardian Knight Contest
- Kagayake! Shugokishi Contest
- 1990-08-21	22. It's the Greatest! Tama-Q, This is Love!
- Saikou da myaa! Tama-Q... Sono Ai
- 1990-09-07	23. The Legend of Lamuness: Truth or Deception?
- Uso ka Makoto ka? Lamuness Densetsu?
- 1990-09-14	24. Storming Into Hoy-Hoy Castle, We Are the Soldiers of Love!
- Totsunyuu Hoy-Hoy Jou! Ai no Senshi Tachi
- 1990-09-21	25. The Beauty of Victory! The Holy Power of the Three Maidens
- Haresugata! San-nin Musume no Seinaru Chikara
- 1990-09-28	26. His Sacrificial Conterattack; the Fall of Da Cider!
- His Sacrificial Conterattack; the Fall of Da Cider!
- 1990-10-12	27. The Collapse of Hoy-Hoy Castle! Farewell Tama-Q
- Hoy-Hoy Jou Houkai! Saraba Tama-Q
- 1990-10-19	28. It's Not Over! The Destruction Knights Appear
- It's Not Over! The Destruction Knights Appear
- 1990-10-26	29. Heavy Metal-ko: The Ballad of Betrayal
- Heavy Metal-ko Uragari no Ballad
- 1990-11-02	30. Do You Bet Your Life to a Proxy War Gag?
- Dairi Sensou!? Inochi wo Kaketa Gag
- 1990-11-09	31. The Final Blow? The Techniques of the Destruction Ninja
- Hissatsu!? Hakai Ninja Bugeichou
- 1990-11-16	32. Tentochi Tower! The Battle on the Island in the Middle of the Sea
- Tentochi Tou! Umi Naka Jima no Tatakai
- 1990-11-23	33. Here it is, Horror! The Mystery in the Forest of the Dead
- Hora Horror! Kareki no Mori no Kai
- 1990-11-30	34. Little Romance... What is Your Name?
- Little Romance... Kimi no Nawa?
- 1990-12-07	35. Role Reversal; the Cracks of Love and Friendship
- Koutaigeki! Hibiwareta Ai to Yuujou
- 1990-12-14	36. The Dance of the Wind! The Field of Flowers is a Danger Zone!
- The Dance of the Wind! The Field of Flowers is a Danger Zone!
- 1990-12-21	37. The Great Decisive Battle! Burn, Lamuness!
- Daikessen! Moero Lamuness
- 1991-01-04	38. The Gathering of the 40! Be Forever, Hot Blood Power!
- 40 Tsudou! Nekketsu Power yo Eien ni

## روابط خارجية
- اللعبة الكبرى على موقع ANN anime (الإنجليزية)
- Lamune support site
- Lamune Information